# Kalidou Sidibé
Kalidou Sidibé (Montreuil, 28 gennaio 1999) è un calciatore francese, centrocampista del Guingamp.

## Caratteristiche tecniche
È un centrocampista centrale.

## Carriera

### Club
È cresciuto nel settore giovanile di Paris Saint-Germain e Paris FC.
Il 3 novembre 2018 ha esordito in Ligue 1 disputando con il Tolosa l'incontro pareggiato 1-1 contro lo Strasburgo.